# Alain Blanchot
Pour les articles homonymes, voir Blanchot.
Alain Blanchot est un créateur de costumes français.

## Biographie
Diplômé en histoire de l’art et formé au stylisme, Alain Blanchot commence à travailler comme costumier pour le cinéma et la publicité. Intéressé par les performances scéniques, il crée des costumes pour des chanteuses atypiques comme Brigitte Fontaine ou Anna Karina. Son goût pour le spectacle vivant le porte vers des productions originales.
En 2004, il commence sa collaboration avec le metteur en scène Benjamin Lazar pour les costumes du Bourgeois gentilhomme (spectacle éclairé à la bougie). Il continue à explorer les codes fastueux de l’opéra baroque avec Il Sant'Alessio pour Les Arts florissants avec Philippe Jaroussky, et Cadmus et Hermione de Jean-Baptiste Lully au Théâtre national de l'Opéra-Comique. Il affine ainsi son travail sur la matière et la couleur.
Dès lors, Alain Blanchot participe à de nombreuses productions d'opéras baroques à Paris mais aussi à l'étranger (Allemagne, Russie, New York, Suède, Espagne, Monaco etc.). Il travaille aussi sur des créations contemporaines d'opéra, sur des œuvres classiques comme Cendrillon, Carmen, Pelléas et Mélisande et rencontre de nombreux metteurs en scène comme Robert Carsen, Jean-Romain Vesperini, Basil Twist.
Alain Blanchot a également collaboré avec la maison Guerlain pour concevoir les uniformes de la boutique des Champs-Élysées à Paris.
Ses costumes sont régulièrement exposés en France au Centre national du costume et de la scène.
En 2023, il crée aux côtés de Philippe Jaroussky Orfeo d'Antonio Sartorio et Armide de Jean-Baptiste Lully avec Lilo Baur au Théâtre national de l'Opéra-Comique.
Avec Jean-Romain Vesperini il a conçu les costumes de Henry VIII de Camille Saint-Saëns à New York (travail salué par le New York Times), Der Freischütz de Carl Maria von Weber en Allemagne et Boris Godounov de Modeste Moussorgski à l'Opéra de Monte-Carlo.
En 2024, il crée successivement les costumes pour La Vie parisienne de Jacques Offenbach et Le Comte Ory de Gioachino Rossini (mises en scène de Jean-Romain Vesperini) au Grand Théâtre de Québec.

## Opéra
- 2003 : La Dernière nuit de la duchesse du Maine, spectacle baroque d'Anne-Madeleine Goulet, mise en scène de l'auteur, Orangerie du Château de Sceaux
- 2004 : Le Bourgeois gentilhomme, pièce de Molière, mise en scène baroque de Benjamin Lazar, créée pour l'Opéra d'Avignon, tournée (Théâtre du Trianon, Opéra royal de Versailles, Théâtre des Champs-Élysées, Prague, Budapest, Bruxelles etc.)
- 2005 : Le Cabinet de curiosités, spectacle baroque de Marco Horvat, mise en scène de l'auteur, Bar-le-Duc
- 2005 : La Pastorale de Noël, spectacle baroque de Marc-Antoine Charpentier, mise en scène de Benjamin Lazar
- 2005 : Le Remède de fortune, opéra de Guillaume de Machaut, mise en scène d'Anne-Madeleine Goulet, Cité de la Musique
- 2006 : Didon et Énée, opéra d'Henry Purcell, mise en scène de Benjamin Lazar, création à l'Opéra de Rennes
- 2007 : Il Sant'Alessio, opéra baroque de Stefano Landi, mise en scène de Benjamin Lazar pour Les Arts florissants, Théâtre des Champs-Élysées, tournée (Londres, New-York Lincoln Center, Genève etc.)
- 2008 : Lalala, opéra en chansons de Geoffroy Jourdain, mise en scène de Benjamin Lazar, Théâtre national de l'Opéra-Comique, tournée
- 2008 : Cadmus et Hermione, opéra baroque de Jean-Baptiste Lully, mise en scène de Benjamin Lazar pour Vincent Dumestre (le Poème harmonique) au Théâtre national de l'Opéra-Comique, tournée
- 2008 : Pierrot Cadmus, opéra de Denis Carolet, parodie de Cadmus et Hermione, mise en scène de Nicolas Vial, Théâtre national de l'Opéra-Comique, tournée
- 2009 : Carmen, opéra de Georges Bizet, mise en scène d'Adrian Noble pour le Théâtre national de l'Opéra-Comique, tournée
- 2009 : Rinaldo, opéra de Georg Friedrich Händel mis en scène par Louise Moaty pour l’Opéra-Théâtre des États de Prague, Opéra royal du château de Versailles, Caen, Rennes, Luxembourg
- 2010 : Cachafaz, opéra d’après la pièce de Copi mis en musique par Oscar Strasnoy, mis en scène par Benjamin Lazar, Théâtre de Cornouaille, Théâtre national de l'Opéra-Comique
- 2011 : Rinaldo, opéra de Georg Friedrich Haendel, mise en scène de Louise Moaty, Opéra de Lausanne
- 2011 : Cendrillon, opéra de Jules Massenet, mise en scène de Benjamin Lazar pour le Théâtre national de l'Opéra-Comique
- 2012 : Vénus et Adonis, opéra de John Blow, mise en scène de Louise Moaty, Théâtre de Caen, Théâtre national de l'Opéra-Comique
- 2012 : Egisto, opéra de Francesco Cavalli, mise en scène de Benjamin Lazar, Théâtre national de l'Opéra-Comique, tournée
- 2013-14 : Der Kaiser von Atlantis, opéra de Viktor Ullman, mise en scène de Louise Moaty, Théâtre de l'Athénée Louis-Jouvet, Théâtre Nanterre-Amandiers, tournée
- 2014 : Rameau, maître à danser[9], Les Arts florissants, deux opéras et ballets de Jean-Philippe Rameau, mise en scène de Sophie Daneman, chorégraphie de Françoise Denieau (Caen, Paris, Londres, Moscou Bolchoï, Séoul, Brooklyn Academy of Music)
- 2014 : Riccardo Primo, opéra de Georg Friedrich Haendel, mise en scène de Benjamin Lazar, Opéra de Karlsruhe
- 2015 : Orphée et Eurydice, opéra de Christoph Willibald Gluck, Genève
- 2015 : Les Fêtes vénitiennes, d'André Campra, mise en scène de Robert Carsen pour les Arts florissants, Théâtre national de l'Opéra-Comique, Capitol Toulouse, Brooklyn Academy of Music (New-York)
- 2016 : Pelléas et Mélisande, opéra de Claude Debussy, mise en scène de Benjamin Lazar pour Le Balcon, Malmö, Suède
- 2016 : Conte de Liberté - Journal d’un Disparu, opéra tzigane, mise en scène de Louise Moaty pour l’Arcal Lyrique
- 2016 : Le Mystère de l’écureuil bleu, opéra Web, mise en scène d'Ivan Grinberg, Théâtre national de l'Opéra-Comique
- 2016 : Les Enfants du paradis, d’après Marcel Carné, mise en scène de Benjamin Lazar, Karlsruhe
- 2016 : Potsdam 2016, ballets chorégraphiés par Natalie Von Paris pour Christophe Rousset, Festival de Potsdam, Opéra royal de Versailles
- 2017 : Alcyone, opéra de Marin Marais, mise en scène de Louise Moaty pour Jordi Savall, Théâtre national de l'Opéra-Comique, Barcelone, Madrid
- 2017 : Orfeo, opéra de Claudio Monteverdi, mise en scène de Paul Agnew pour Les Arts florissants, Paris, Versailles, Vienne, Madrid, Varsovie
- 2018 : La Nonne sanglante[10],[11], opéra de Charles Gounod, mise en scène de David Bobée pour Laurence Equilbey, Théâtre national de l'Opéra-Comique
- 2018 : Phaéton, opéra de Jean-Baptiste Lully, mise en scène de Benjamin Lazar pour Le Poème harmonique, Opéra de Perm, Opéra royal du château de Versailles
- 2018 : Didon et Enée, opéra d'Henry Purcell, mise en scène de Catherine Kollen pour Johannes Pramsohler, Théâtre de l'Athénée Louis-Jouvet, tournée
- 2019 : Pelléas et Mélisande, opéra de Claude Debussy, mise en scène de Benjamin Lazar, Opéra de Karlsruhe
- 2020 : Tolomeo, Georg Friedrich Händel, mise en scène de Benjamin Lazar avec Jacub Józef Orliński, Opéra de Karlsruhe
- 2021 : Boris Godounov, opéra de Modeste Moussorgski, mise en scène de Jean-Romain Vesperini, Opéra de Monte-Carlo, Avignon
- 2021 : Titon et l'Aurore, opéra de  Jean-Joseph Cassanéa de Mondonville, mise en scène de Basil Twist pour les Arts florissants, Théâtre national de l'Opéra-Comique, Opéra royal du château de Versailles
- 2022 : Armide, opéra de Christoph Willibald Gluck, mise en scène de Lilo Baur pour Christophe Rousset, Théâtre national de l'Opéra-Comique
- 2022 : Dafne, opéra, mise en scène d'Aurélien Bory, avec Les Cris de Paris, Geoffroy Jourdain, Théâtre de l'Athénée Louis-Jouvet, Capitole de Toulouse
- 2022 : Acis et Galatée, opéra de Jean-Baptiste Lully, mise en scène de Benjamin Lazar pour Federico Sardelli, Maggio Musicale de Florence
- 2022 : Pelléas et Mélisande, Opéra de Montpellier, mise en scène de Benjamin Lazar
- 2022 : La Damnation de Faust, d'Hector Berlioz, mise en scène de Jean-Romain Vesperini pour le Théâtre Mariinsky (annulation en raison de l’invasion de l’Ukraine)
- 2023 : Henry VIII, opéra de Camille Saint-Saëns, mise en scène de Jean-Romain Vesperini, Fisher Center New York
- 2023 : Orfeo, opéra d'Antonio Sartorio, mise en scène de Benjamin Lazar pour Philippe Jaroussky, Opéra de Montpellier, Théâtre de l'Athénée Louis-Jouvet
- 2024 : La Vie parisienne, mise en scène de Jean-Romain Vesperini, opéra de Gioachino Rossini, Grand Théâtre de Québec
- 2024 : Le Comte Ory, mise en scène de Jean-Romain Vesperini, opéra de Gioachino Rossini, Grand Théâtre de Québec

## Théâtre
- 2003 : Macbetch, pièce de William Shakespeare, mise en scène d'Alexandre Zloto, Théâtre Nanterre-Amandiers, La Cartoucherie
- 2004 : L’Appartement de Zoïka de Mikhaïl Boulgakov mise en scène d’Alexandre Zloto, La Cartoucherie
- 2005 : Pierre ou les Frères misère, de Vincent Lecompte, mise en scène de l’auteur, Scène Nationale d’Angoulême
- 2005 : Le Collier de perles du gouverneur Li-Ging, pièce d'Eudes Labrusse, mise en scène de Jérôme Imard, Théâtre 13, tournée
- 2005 : Dans le secret de la loge, pièce de Jean-Claude Sussfield, mise en scène de l’auteur, Théâtre du Proscenium
- 2005 : Dernier Rappel, pièce de Josiane Balasko, mise en scène de l’auteur, Théâtre de la Renaissance, création du costume de Josiane en collaboration avec Fabienne Katany
- 2006 : Il est vrai que je rêve, spectacle composé d’extraits de pièces classiques de Louise Moaty et Benjamin Lazar, tournée au Japon
- 2007 : Le Rêve d’Alvaro, pièce d'Eudes Labrusse, mise en scène par Jérôme Imard, Théâtre de la Nacelle, Festival d'Avignon, tournée
- 2008 : Dragons et Merveilles, spectacle pour enfants, mise en scène de Patrick Alluin, Théâtre du Gymnase Marie-Bell
- 2009 : Les Amours tragiques de Pyrame et Thisbé, pièce de Théophile de Viau, mise en scène de Benjamin Lazar, Théâtre de Caen, Théâtre de l’Athénée Louis-Jouvet, tournée
- 2013 : L’importance d’être sérieux, d'Oscar Wilde, nouvelle traduction de Jean-Marie Besset, mise en scène de Gilbert Desveaux, Théâtre Montparnasse, tournée
- 2018 : Louise, pièce de Grégory Barco, mise en scène de l'auteur, Festival d'Avignon, tournée
- 2019 : Adriana, Amin Maalouf, mise en scène de Grégory Barco, Festival d’Avignon
- 2019 : Arlequin valet de deux maîtres, Carlo Goldoni, mise en scène de Charlotte Matzneff, Théâtre Le Ranelagh, Festival d’Avignon
- 2019 : La Guerre des Rose, mise en scène de Grégory Barco
- 2019 : Mimosa, pièce d'Amandine Raiteux, Festival d’Avignon
- 2020 : Le Petit Coiffeur, pièce de Jean-Philippe Daguerre, Théâtre Rive Gauche, tournée
- 2020 : Mauvaise Petite Fille blonde, pièce de Pierre Notte, Festival d'Avignon
- 2021 : Je te pardonne Harvey Weinstein, pièce cabaret de Pierre Notte, mise en scène de l'auteur, Théâtre du Rond-Point, tournée
- 2022 : Quadrille, pièce de Sacha Guitry, mise en scène de Jean-Romain Vesperini
- 2023 : Formica, pièce de Fabcaro, mise en scène d'Amélie Etasse, Festival d'Avignon, tournée
- 2023 : Le Huitième Ciel, pièce de Jean-Philippe Daguerre, Théâtre La Bruyère
- 2023 : Un homme qui boit rêve toujours d'un homme qui écoute, pièce de Denise Chalem, Théâtre 13
- 2024 : La Valse des pingouins, pièce de Patrick Haudecoeur, Théâtre des Nouveautés

## Spectacles musicaux
- 2002 et antérieur : créations pour Brigitte Fontaine, Ingrid Caven, Anna Karina (concerts, clips et promotions)
- 2003 : Sapho chante avec l’Orchestre de Nazareth, créé au Théâtre National de Chaillot, tournée
- 2004 : La guinguette a rouvert ses volets, spectacle musical de Didier Bailly mise en scène de l’auteur, Théâtre 14, tournée
- 2005 : Sapho chante Ferré, concerts, Maison de la Poésie, tournée
- 2006 : Épouse-moi, comédie musicale d'Éric Zsermann, mise en scène de Patrick Alluin, Théâtre Méry
- 2011 : Les Mille et Une Nuits, spectacle musical d'après Antoine Galland, mise en scène de Louise Moaty, Théâtre de Cornouaille, Théâtre des Bouffes-du-Nord, Caen
- 2012 : Sapho dit les Fables de la Fontaine, théâtre musical, Paris, tournée
- 2017 : Brigitte Fontaine, show, La Criée, tournée
- 2017 : Méchatmorphoses, fantaisie musicale, mise en scène de Tali Troman avec l'Ensemble Amaryllis, Théâtre de l'Athénée Louis-Jouvet, tournée
- 2018 : Brigitte Fontaine, coiffe pour show

## Cinéma
- 1997 : Arlette, long-métrage de Josiane Balasko
- 1998 : Un grand cri d'amour, long-métrage de Josiane Balasko
- 2002 : Mon idole, long-métrage de Guillaume Canet
- 2002 : Mariages ! , long-métrage de Valérie Guinabodet
- 2004 : L'Ex-femme de ma vie, long-métrage de Josiane Balasko
- 2006 : Chrysalis, long-métrage d'anticipation de Julien Leclercq

## Expositions
- 2008 : Mille et une Nuits, au Centre national du costume et de la scène qui expose des costumes du Bourgeois Gentilhomme, Il Sant’Alessio et Cadmus et Hermione
- 2013 : Guerlain, création des uniformes du personnel de vente de la boutique Guerlain des Champs-Élysées
- 2015 : Les Trésors de l'Opéra-Comique, exposition au Centre national du costume et de la scène (8 costumes exposés)
- 2016 : Les Costumes des Arts Florissants, exposition au Centre national du costume et de la scène (3 vitrines d'exposition)
- 2018 : Les Contes de Fées[12], exposition au Centre national du costume et de la scène (13 costumes présentés)
- 2022 : Molière en costumes, exposition au Centre national du costume et de la scène (8 costumes présentés)

## Publicité
- 2002 et antérieur : films publicitaires pour Schweppes, Mastercard, Volkswagen, Lu, Opéra Bastille, séries télévisées

## Formation
- École Esmod
- Studio Berçot